# والتر فان فليت
والتر فـان فليت (بالإنجليزية: Walter Van Fleet)‏ هو طبيب وعالم طيور وعالم نبات أمريكي، ولد في 18 يونيو 1857 في هدسون في الولايات المتحدة، وتوفي في 26 يناير 1922 في ميامي في الولايات المتحدة.